# María de Güeldres
María de Güeldres (en inglés, Mary of Guelders, h. 1434 – 1 de diciembre de 1463) fue una reina consorte de Jacobo II de Escocia y regente de Escocia entre 1460 y 1463. Era la hija de Arnold, duque de Güeldres y Catalina, la hija mayor de Adolfo IV, duque de Cléveris.

## Matrimonio y descendencia
María se casó con Jacobo II, rey de los escoceses, en la abadía de Holyrood en Edimburgo el 3 de julio de 1449. Tuvieron siete hijos:
- Hijo sin nombre conocido, n. y m. el 19 de mayo de 1450.
- Jacobo III de Escocia (1451/1452 - 1488).
- Alejandro Estuardo, tercer duque de Albany (h. 1454 - 1485).
- David Estuardo, conde de Moray (h. 1456 - 1457. Le hicieron conde de Moray el 12 de febrero de 1456.
- Juan Estuardo, primer conde de Mar y Garioch (h. 1459 - 1479).
- Princesa Margarita de Escocia. Casada con William Crichton, tercer Lord Crichton of Auchingoul. Ela se convirtió en madre de Margaret Crichton y suegra de George Leslie, cuarto conde de Rothes.
- Princesa María de Escocia (mayo de 1453- mayo de 1488). Casada primero con Thomas Boyd, primer conde de Arran y después con James Hamilton, primer Lord Hamilton. Se convirtió en la madre de James Hamilton, I conde de Arran.

Tras la muerte de su esposo, María actuó como regente por su hijo Jacobo III de Escocia hasta su propia muerte tres años más tarde, en el castillo de Roxburgo.

## Iglesia del Trinity College
María era una devota católica y fundó la iglesia del Trinity College h. 1460 en memoria de su esposo. La iglesia, ubicada en la zona hoy conocida como la Royal Mile de Edimburgo, fue demolida en 1848 para dejar paso a la estación Waverley, aunque fue parcialmente reconstruida en 1870 bajo el nombre de Trinity Apse. María fue enterrada en la iglesia, aunque su ataúd fue trasladado a la abadía de Holyrood en 1848.